# Ivaneș
Ivaneșⓘ – wieś w Rumunii, w okręgu Neamț, w gminie Bicaz-Chei. W 2011 roku liczyła 846 mieszkańców.